# 持込修理
持込修理とは、電子機器などの修理において、修理のための拠点へ持ち込むか、修理拠点へ配送して修理を行うメンテナンスの形態のひとつ。